# باشگاه فوتبال استقلال تهران در فصل ۱۳۷۲
باشگاه فوتبال استقلال تهران در فصل ۱۳۷۲ چهل و هشتمین فصل حضور تیم استقلال تهران در فوتبال ایران بود. استقلال در این فصل در دسته سوم ایران، جام حذفی ۱۳۷۲ و دو تورنمنت دوستانه نقش جهان اصفهان و خداحافظی جمعه مبارک، کاپیتان تیم ملی کویت شرکت کرد. این فصل در نهایت با یک مقام قهرمانی در دسته سوم و حذف در یک چهارم نهایی در جام حذفی برای استقلال پایان یافت.

## پیش زمینه
شیوه نادرست و تدبیر غلط مسئولان فوتبال در سوپر جام فوتبال تهران و شرکت دادن یک تیم از پیش انتخاب شده و بدون انگیزه، پاس، و پرسپولیس عاقبت با حذف تیم استقلال از جام آزادگان به انتها رسید. فوتبال سوپر جام باشگاههای تهران در سال ۷۱ جهت تعیین تیمهای تهرانی برای لیگ قهرمانی باشگاههای کشور با شرکت هفت تیم برگزار گردید. در میانه راه فدراسیون وقت به یکباره قانون را تغییر و اعلام کرد پاس به عنوان قهرمان و پرسپولیس به عنوان نایب قهرمان در لیگ آینده حضور دارند و نتایج آنها تاثیری در سهمیه ندارد. تیمهای دیگر درخواست کردند این دو تیم از سوپر جام کنار گذاشته شوند اما فدراسیون در تصمیمی عجیب این درخواست را نپذیرفت. در پایان تیم های پیروزی، پاس، سایپا و کشاورز به عنوان نمایندگان فوتبال تهران در لیگ ۷۲ شناخته شدند. استقلال در این رقابت‌ها از گردونه خارج شد و از لیگ آزادگان سال ۷۲ کنار گذاشته شد. این جام برای اولین بار در فوتبال تهران تجربه شد. در تاریخ فوتبال جهان چنین سیستمی بی سابقه بود که تیمی در لیگ کشور پنجم شود و مستقیماً از لیگ دسته اول به لیگ دسته سوم روانه شود و یا در میانه راه قانون تغییر کند.

## مرور فصل
مسابقات لیگ فوتبال دسته سوم ایران با حضور ۳۲ تیم در چهار گروه به شکل رفت و برگشت برگزار گردید. تیم فوتبال استقلال در گروه دوم با تیم های ابومسلم مشهد، شموشک نوشهر و آلومینیوم‌سازی اراک، راه آهن شاهرود، جاوید کرج استانداری ارومیه، بسیج زنجان به رقابت پرداخت که در پایان با بدست اوردن بیشترین امتیاز به مرحله دوم صعود کرد. که در مرحله دوم با تیمهای تولی‌پرس قزوین، پورا تهران، ایران‌جوان بوشهر همگروه بود در این مرحله نیز توانست به مقام اول این گروه برسد. آبی‌پوشان در بازی نیمه‌نهایی پارس خودرو را شکست داده و فینال راه یافتند. حریف استقلال در بازی فینال تیم پلی‌اکریل اصفهان بود که در دو بازی رفت و برگشت مغلوب استقلال شد و بدین ترتیب استقلال به مقام قهرمانی این دوره از مسابقات رسید.
استقلالی ها در لیگ ۳ جمعاً ۲۲ بار به میدان رفتند. در جمع این دیدارها ۱۴ پیروزی ۶ تساوی و ۳ شکست در کارنامه این تیم به ثبت رسید. تیم های راه آهن شاهرود، آلومینیوم‌سازی اراک، جاوید کرج، ابومسلم مشهد ، پارس خودرو تهران در هر دو دیدار رفت و برگشت مغلوب استقلال شدند. وحدت ارومیه در هر دو بازی رفت و برگشت با استقلال به تساوی رسید و شموشک نوشهر در مقابل استقلال به یک برد و یک باخت دست یافت. تیمهای پورا، ایران‌جوان بوشهر و پلی‌اکریل اصفهان با یک تساوی و یک باخت به کار خود در مقابل استقلال خاتمه دادند. موفق ترین تیم در مقابل استقلال، تولی‌پرس قزوین بود که موفق شد با یک پیروزی و یک تساوی ۳ امتیاز از جمع ۴ امتیاز دیدار رفت و برگشت را نصیب خود سازد. گل زده استقلالی ها عدد ۴۳ را نشان می دهد و گل خورده بر روی عدد ۱۵ ثابت است. عباس سرخاب با ۱۰ گل بهترین گلزن استقلال بود. هدایت این فصل استقلال با یوگنی سکوموروخوف روسی بود که در پایان فصل از استقلال کنار گذاشته شد. استقلال در جام حذفی تا مرحله یک چهارم نهایی صعود کرد و در این مرحله  مغلوب جنوب اهواز گردید و از دور مسابقات کنار رفت.
طی حکمی از سوی علی آقامحمدی رئیس هیئت مدیره و مدیرعامل باشگاه استقلال علی جباری کاپیتان سابق تیم های ملی ایران و باشگاه استقلال که مدیر روابط عمومی باشگاه بود به سمت سر پرستی تیم فوتبال استقلال منصوب گردید. پیش از این کاظم اولیایی معاون ورزشی باشگاه عهده دار این سمت بود. دیدار دو تیم استقلال و پیام گچ خراسان در بازیهای جام حذفی کشور که به خاطر نیمه تمام ماندن تجدید گردیده بود با عدم حضور تیم خراسانی در بازی تکراری، نتیجه بازی ۳ بر صفر به سود استقلال اعلام شد. عبدالعلی چنگیز در مرداد ماه همین سال به مربیگری تیم امید استقلال انتخاب گردید.

## بازیکنان
استقلال وقتی فصل تازه را شروع کرد بسیاری از بازیکنان خوب و مهره های کلیدی اش را از دست داد. احمدرضا عابدزاده، شاهرخ بیانی، مهدی فنونی‌زاده، فرشاد فلاحت‌زاده، میرشاد ماجدی، صمد مرفاوی، رضا احدی و جعفر مختاری‌فر بازیکنانی بودند که استقلال در این سال از دست داد. علی حاج‌اکبری، ایمان عالمی، جمشید امیرخانلو و محمد نوری نیز در این سال به تیم استقلال پیوستند. فهرست کامل بازیکنان استقلال: حمید بابازاده، پیروز جغتاپور، عباس سرخاب، شاهین بیانی، ایمان عالمی، حسین ترابپور، قاسم سیانکی، جواد زرینچه، محمود فکری، محمدرضا مهرانپور، محمد نوری، علی حاج‌اکبری، قاسم کشاورز، کوروش تشت‌زر، جمشید امیرخانلو، ژورس غازاریان، امیر قلعه‌نویی، مسعود غفوریهای‌اصل و محمدرضا حدادی.

## بازی‌ها

### لیگ دسته سوم

#### مرحله اول
| ۷ تیر ۱۳۷۲ ۲ | راه‌آهن شاهرود | ۰ – ۴ | استقلال تهران                              | شاهرود               |
|              |               |       | سرخاب ۱۴'، ۷۸' · عالمی ۷۵' · امیرخانلو ۸۱' | ورزشگاه: تختی شاهرود |

| ۱۸ تیر ۱۳۷۲ ۳ | استقلال تهران            | ۲ – ۱ | شموشک نوشهر    | تهران                                            |
|               | قلعه‌نویی ۴۷'، ۶۷' · نوری |       | بهنام درکت ۳۵' | ورزشگاه: آزادی تماشاگران: ۵۰۰۰ داور: جواد فصیح‌فر |

| ۲۳ تیر ۱۳۷۲ ۴ | استقلال تهران                                             | ۳ – ۰ | بسیج زنجان‌ | تهران                                              |
|               | قلعه‌نویی ۱۰' (پنالتی) · امیرخانلو ۱۲' · سرخاب ۷۶' · تشت‌زر |       |            | ورزشگاه: آزادی تماشاگران: ۱۰۰۰ داور: یداله سلیمانی |

| ۱ مرداد ۱۳۷۲ ۵ | جاوید کرج  | ۱ – ۳ | استقلال تهران                       | کرج                         |
|                | محمد حسینی |       | سرخاب ؟' · امیرخانلو ؟' · سیانکی ؟' | ورزشگاه: ذوب‌آهن کرج داور: ؟ |

| ۱۷ مرداد ۱۳۷۲ ۶ | استقلال تهران                                           | ۵ – ۰ | آلومینیوم‌سازی اراک             | تهران                                              |
|                 | عالمی ۱۳'، ۱۶' · سرخاب ۴۴'، ۶۵' (پنالتی) · مهرانپور ۸۹' |       | مهدی مطلبی   ابوالفضل آتشیان   | ورزشگاه: آزادی تماشاگران: ۵۰۰۰ داور: محمدعلی فروغی |

| ۲۹ مرداد ۱۳۷۲ ۷ | ابومسلم مشهد     | ۱ – ۲ | استقلال تهران                | مشهد                        |
|                 | مجید حسین‌پور ۴۵' |       | قلعه‌نویی ۳۹' · امیرخانلو ۵۴' | ورزشگاه: اتختی مشهد داور: ؟ |

| ۳ شهریور ۱۳۷۲ ۸ | استانداری ارومیه  | ۱ – ۱ | استقلال تهران           | ارومیه                       |
|                 | داریوش نادعلی ۳۲' |       | مهرانپور ۲۳' · حاج‌اکبری | ورزشگاه: تختی ارومیه داور: ؟ |

| ۷ شهریور ۱۳۷۲ ۹ | استقلال تهران                                                 | ۵ – ۱ | راه‌آهن شاهرود    | تهران                                           |
|                 | امیرخانلو ۱۵'، ۷۳' · حاج‌اکبری ۷۷'  · عالمی ۸۰' · مهرانپور ۸۶' |       | حسن میرزایی ۵۹'  | ورزشگاه: آزادی تماشاگران: ۲۰۰۰ داور: محمد ریاحی |

| ۱۲ شهریور ۱۳۷۲ ۱۰ | شموشک نوشهر                          | ۱ – ۰ | استقلال تهران     | نوشهر                                                   |
|                   | احمد غلامرضایی ۶۴' · محمودرضا محسنی  |       | سیانکی امیرخانلو  | ورزشگاه: شهدای نوشهر تماشاگران: ۶۰۰۰ داور: یوسف قاسم‌پور |

| ۱۹ شهریور ۱۳۷۲ ۱۱ | بسیج زنجان‌ | ۰ – ۱ | استقلال تهران | زنجان              |
|                   |            |       | عالمی ؟'      | ورزشگاه: ؟ داور: ؟ |

| ۲۵ شهریور ۱۳۷۲ ۱۲ | آلومینیوم‌سازی اراک | ۱ – ۲ | استقلال تهران | اراک       |
|                   | ؟                  |       | عالمی ؟'، ؟'  | ورزشگاه: ؟ |

| ۲۹ شهریور ۱۳۷۲ ۱۳ | استقلال تهران | ۱ – ۰ | جاوید کرج | تهران                                            |
|                   | کشاورز ۱۵'    |       |           | ورزشگاه: آزادی تماشاگران: ۲۵۰۰۰ داور: علی آراسته |

| ۹ مهر ۱۳۷۲ ۱۴ | استقلال تهران                            | ۲ – ۱ | ابومسلم مشهد                                           | تهران                                             |
|               | فکری ۱۷'، ۷۱' · غفوریهای اصل · امیرخانلو |       | داوود اعظم ۲۶' · محمدزاده  · هاشمی  · حنطه  · دهقانی   | ورزشگاه: آزادی تماشاگران: ۵۰۰۰ داور: یوسف قاسم‌پور |

| رتبه | عنوان بازیها       | بازی | برد | مساوی | باخت | گل‌زده | گل‌خورده | تفاضل | امتیاز |
| ---- | ------------------ | ---- | --- | ----- | ---- | ----- | ------- | ----- | ------ |
| ۱    | استقلال تهران      | ۱۴   | ۱۱  | ۲     | ۱    | ۳۲    | ۹       | ۲۳    | ۲۴     |
| ۲    | شموشک نوشهر        | ۱۴   | ۱۱  | ۱     | ۲    | ۲۸    | ۷       | ۷     | ۲۳     |
| ۳    | ابومسلم مشهد       | ۱۴   | ۶   | ۳     | ۵    | ۲۳    | ۱۸      | ۵     | ۱۵     |
| ۴    | استانداری ارومیه   | ۱۴   | ۴   | ۵     | ۴    | ۱۸    | ۱۵      | ۳     | ۱۳     |
| ۵    | بسیج زنجان         | ۱۴   | ۴   | ۱     | ۹    | ۱۵    | ۲۲      | ۷-    | ۹      |
| ۶    | آلومینیوم‌سازی اراک | ۱۴   | ۳   | ۲     | ۸    | ۱۵    | ۲۷      | ۱۲-   | ۸      |
| ۷    | جاوید کرج          | ۱۴   | ۲   | ۳     | ۹    | ۷     | ۲۴      | ۱۷-   | ۷      |
| ۸    | راه‌آهن شاهرود      | ۱۴   | ۲   | ۳     | ۹    | ۱۵    | ۳۲      | ۱۷-   | ۷      |

#### مرحله دوم
| ۱۷ آبان ۱۳۷۲ ۱ | استقلال تهران | ۰ – ۰ | پورا تهران                                                              | تهران                                            |
|                |               |       | محمدرضا شکورزاده '۸۸ · رحیم یوسفی '۸۸ · رسول ذوالفقاری  · مهدی فلامرزی  | ورزشگاه: آزادی تماشاگران: ۱۰۰۰۰ داور: محمد فنایی |

| ۲۱ آبان ۱۳۷۲ ۲ | استقلال تهران                                                                   | ۶ – ۲ | ایران‌جوان بوشهر                                                                   | تهران                                               |
|                | نوری ۲۸' · سرخاب ۵۵'، ۶۴' · پاشازاده ۶۲' · تشت‌زر ۶۶' · عالمی ۷۲' · غفوریهای اصل |       | سهراب ایران‌نژاد ۲۰'، ۲۷' · ابراهیم فراشبندی · مجید چاه شوری · عبدالرزاق زحمت کشان | ورزشگاه: آزادی تماشاگران: ۲۰۰۰ داور: غلامرضا بهروان |

| ۱ آذر ۱۳۷۲ ۳ | تولی‌پرس قزوین                   | ۲ – ۱ | استقلال تهران | قزوین                                           |
|              | یونس ذاکری ۲۴' · محمد جمالی ۸۰' |       | پاشازاده ۲۷'  | ورزشگاه: رجایی تماشاگران: ۵۰۰۰ داور: محمد ریاحی |

| ۵ آذر ۱۳۷۲ ۴ | پورا تهران                                 | ۰ – ۱ | استقلال تهران                                 | تهران                                             |
|              | رسول ذوالفقاری رحیم یوسفی محمدرضا شکورزاده |       | قلعه‌نویی ۲۰' · نوری · غفوریهای اصل · حاج‌اکبری | ورزشگاه: آزادی تماشاگران: ۲۰۰۰۰ داور: احمد ابهران |

| ۱۴ آذر ۱۳۷۲ ۵ | ایران‌جوان بوشهر                     | ۱ – ۱ | استقلال تهران                       | بوشهر                                                   |
|               | علیرضا درویشی ۳۱' · سهراب ایران‌زاد  |       | فکری ۵۴' · مهرانپور · سرخاب · تشت‌زر | ورزشگاه: شهید بهشتی تماشاگران: ۱۰۰۰۰ داور: عبود سنگاشکن |

| ۲۵ آذر ۱۳۷۲ ۶ | استقلال تهران         | ۱ – ۱ | تولی‌پرس قزوین                          | تهران                                           |
|               | سرخاب '۴۲ · سرخاب ۷۱' |       | یونس ذاکری ۱۳' (پنالتی) · نصراله صادقی | ورزشگاه: آزادی تماشاگران: ۵۰۰۰ داور: علی آراسته |

| رتبه | عنوان بازیها    | بازی | برد | مساوی | باخت | گل‌زده | گل‌خورده | تفاضل | امتیاز |
| ---- | --------------- | ---- | --- | ----- | ---- | ----- | ------- | ----- | ------ |
| ۱    | استقلال تهران   | ۶    | ۲   | ۳     | ۱    | ۱۰    | ۶       | ۴     | ۷      |
| ۲    | تولی‌پرس قزوین   | ۶    | ۲   | ۳     | ۱    | ۸     | ۷       | ۱     | ۷      |
| ۳    | پورا تهران      | ۶    | ۲   | ۲     | ۲    | ۶     | ۵       | ۱     | ۶      |
| ۴    | ایران‌جوان بوشهر | ۶    | ۱   | ۲     | ۳    | ۶     | ۱۲      | ۶-    | ۴      |

#### نیمه‌نهایی
| ۶ دی ۱۳۷۲ بازی رفت | استقلال تهران         | ۱ – ۰ | پارس خودرو تهران | تهران                                              |
|                    | حسن‌زاده ۲۹' · ورمزیار |       |                  | ورزشگاه: آزادی تماشاگران: ۱۰۰۰۰ داور: حسین خوشخوان |

| ۱۷ دی ۱۳۷۲ بازی برگشت | پارس خودرو تهران      | ۰ – ۱ | استقلال تهران                   | تهران                                            |
|                       | حبیب صالحی مهدی غیاثی |       | قلعه‌نویی ۶۰' · نوری · امیرخانلو | ورزشگاه: آزادی تماشاگران: ۳۰۰۰۰ داور: حسین عسگری |

#### فینال
| ۲۴ دی ۱۳۷۲ بازی رفت | استقلال تهران             | ۰ – ۰ | پلی‌اکریل اصفهان                                           | تهران                                             |
|                     | غفوریهای اصل تشت‌زر سیانکی |       | کمال شیروانیان  اکبر گل‌پرور علیرضا افضلی محمدرضا فرشی‌زاده | ورزشگاه: آزادی تماشاگران: ۱۵۰۰۰ داور: احمد ابهران |

| ۱ بهمن ۱۳۷۲ بازی برگشت | پلی‌اکریل اصفهان                              | ۰ – ۱ | استقلال تهران                                    | اصفهان                                                |
|                        | علیرضا رازقیان '؟ · محسن بی‌غم · کامبیز مجدمی | منبع  | سرخاب ۱۳' · حسن‌زاده · سیانکی · سرخاب · سیانکی '؟ | ورزشگاه: تختی تماشاگران: ۲۰۰۰۰ داور: علی‌نقی مصطفی‌نژاد |

منبع 

### جام حذفی
| ۱۰ اردیبهشت ۱۳۷۲ ۱/۳۲ نهایی | راه‌آهن شاهرود  | ۱ – ۱ | استقلال تهران | شاهرود               |
|                             | ؟ ۵۹' (پنالتی) |       | مهرانپور ۴۹'  | ورزشگاه: تختی شاهرود |

| ۱۷ اردیبهشت ۱۳۷۲ ۱/۳۲ نهایی | استقلال تهران                                | ۳ – ۲ | راه‌آهن شاهرود                                       | تهران                                                    |
|                             | امیرخانلو ۲۰'، ۲۵'، ۵۹' · تشت‌زر  '۴۳ · بیانی |       | ناصر اختری ۱۰' · تورج زمانی ۵۰' · عباس عرب اسماعیلی | ورزشگاه: آزادی تهران تماشاگران: ۱۵۰۰۰ داور: مصطفی حقیقتی |

| ۲۴ اردیبهشت ۱۳۷۲ ۱/۱۶ نهایی | استقلال تهران | ۱ – ۱ | پیام گچ خراسان                                                                | تهران                                                      |
|                             | امیرخانلو ۹۰' |       | سعید صیامی ۷۰' (پنالتی) · حسین صدفی · هادی بزرگ زر · حسین دیهیم · منصور شفیعی | ورزشگاه: آزادی تهران تماشاگران: ۲۵۰۰۰ داور: غلامرضا بهروان |

| ۴ مرداد ۱۳۷۲ ۱/۸ نهایی                          | نساجی مازندران                            | ۱ – ۱ | استقلال تهران                            | قائم شهر                                             |
|                                                 | رضا تقوی ۶۲' · محمدعلی بزار  · عزیز زارع  |       | سرخاب ۷۵' (پنالتی) · ورمزیار · مهرانپور  | ورزشگاه: شهید وطنی تماشاگران: ۲۵۰۰۰ داور: حسین عسگری |
| یادداشت: خطای پنالتی بر روی صادق ورمزیار رخ داد |                                           |       |                                          |                                                      |

| ۲۴ مرداد ۱۳۷۲ ۱/۸ نهایی | استقلال تهران | ۰ – ۰ | نساجی مازندران | تهران                                                   |
|                         |               |       |                | ورزشگاه: آزادی تهران  تماشاگران: ۵۰۰۰ داور: جواد فصیح‌فر |

| ۱۴ آبان ۱۳۷۲ ۱/۴ نهایی | جنوب اهواز | ۰ – ۰ | استقلال تهران                    | اهواز                                                       |
|                        | سعداوی     |       | غفوریهای اصل '؟ · ورمزیار · نوری | ورزشگاه: تختی اهواز تماشاگران: ۲۵۰۰۰ داور: علی‌نقی مصطفی‌نژاد |

| ۲۸ آبان ۱۳۷۲ ۱/۴ نهایی | استقلال تهران                 | ۰ – ۱ | جنوب اهواز                                                                         | تهران                                                  |
|                        | قلعه‌نویی '۸۵ · سیانکی · عالمی |       | کوروش بختیاری‌زاده ۷۰' · یعقوب فرسیات  · محمد بروآیه  · علی فرتوت  · علی نواصرزاده  | ورزشگاه: آزادی تهران تماشاگران: ۴۵۰۰۰ داور: حسین عسگری |

### جام نقش جهان اصفهان
استقلال در خرداد سال ۱۳۷۲ در تورنمنت نقش جهان اصفهان شرکت کرد که پس از انجام پنج بازی با عنوان سومی این بازیها را به پایان رساند. آبی‌پوشان در بازی نیمه‌نهایی با دو گل ادموند اختر مغلوب تیم آرارات تهران شدند که این بازیکن سال بعد به عضویت استقلال درآمد.

منبع

### تورنمنت خداحافظی جمعه مبارک

استقلال با لباس زرد در تورنمنت خداحافظی جمعه مبارک

تیم فوتبال استقلال در مهرماه سال ۱۳۷۲ جهت انجام چند دیدار دوستانه به کویت عزیمت نمود. استقلال در این تورنمت چهارجانبه که به مناسبت خداحافظی محمود جمعه مبارک بازیکن و کاپیتان تیم السالمیه الکویت و تیم ملی کویت برگزار شد صاحب یک برد و دو باخت شد. آبی‌پوشان که بدون ملی‌پوشان خود به کویت رفته بودند در اولین دیدار با نتیجه یک بر صفر مغلوب نادی الکویت شدند. در دیدار دوم استقلالی‌ها مقابل تیم الاسماعیلی مصر قهرمان باشگاه‌های آفریقا فرار گرفتند. نتیجه این دیدار ۱-۳ به سود قهرمان آفریقا بود. در دیدار سوم در برابر السالمیه الکویت با تنها گل ایمان عالمی موفق به کسب برد شدند. از نکات جالب این تورنمت زردپوش شدن بازیکنان استقلال در بازی برابر تیم نادی الکویت بود. با توجه به اینکه بازیکنان استقلال جز لباس آبی پیراهن دیگری همراه خود نبرده بودند در بازی با نماینده کویت مجبور شدند از لباس زرد رنگ که توسط میزبان در اختیارشان قرار گرفت استفاده کنند.
| ۲۱ مهر ۱۳۷۲ بازی اول | الکویت کویت | ۱ – ۰ | استقلال تهران | کویت                          |
|                      | زیدان ۳۵'   |       |               | ورزشگاه: استادیوم نادی الکویت |

| ۲۳ مهر ۱۳۷۲ بازی دوم | الاسماعیلی مصر | ۳ – ۱ | استقلال تهران | کویت                          |
|                      |                |       | مهرانپور ؟'   | ورزشگاه: استادیوم نادی الکویت |

| ۲۵ مهر ۱۳۷۲ بازی سوم | السالمیه الکویت | ۰ – ۱ | استقلال تهران | کویت                          |
|                      |                 |       | عالمی ۷۵'     | ورزشگاه: استادیوم نادی الکویت |

منبع 

### بازی دوستانه
تیم گرمیو برزیل برای انجام دو دیدار دوستانه به تهران سفر کرد و در برابر استقلال تهران و پیروزی تهران قرار گرفت. بعد از پایان استقلال با این تیم مربی گرمیو برزیل گفت: استقلال که در دسته سوم بازی می‌کند بسیار بهتر از تیم دسته یکی پیروزی بازی کرد و این موضوع کلی باعث خنده و شوخی مردم بود که تیم دسته سومی استقلال با قهرمان امریکای جنوبی بازی کرده و تعداد تماشاگرانش هم بیشتر از تیم دسته یکی بوده و تازه بهتر هم بازی کرده است. منبع 
| ۳۰ اردیبهشت ۱۳۷۲ دوستانه ۱ | استقلال شاهرود | ۰ – ۴ | استقلال تهران                                             | شاهرود                                  |
|                            |                |       | مهرانپور ۱۶' · قلعه‌نویی ۴۷' (پنالتی) · امیرخانلو ۷۲'، ۷۵' | ورزشگاه: تختی شاهرود داور: مصطفی حقیقتی |

| ۱۴ مرداد ۱۳۷۲ دوستانه ۳ | استقلال تهران | ۱ – ۲ | گرمیو برزیل    | تهران                                                    |
|                         | سرخاب ۴۳'     |       | کایو ۳۰'، ۵۴'  | ورزشگاه: آزادی تهران تماشاگران: ۲۰۰۰۰ داور: حسین خوشخوان |

| ۱۹ مهر ۱۳۷۲ دوستانه ۴                                       | استقلال تهران | ۰ – ۱ | متحد تهران     | تهران                             |
|                                                             |               |       | کرمانی‌مقدم ۷۱' | ورزشگاه: اکباتان داور: کمال نوآذر |
| یادداشت: این دیدار به یاد برادران شهید افراسیابی برگزار شد. |               |       |                |                                   |

| ۹ بهمن ۱۳۷۲ دوستانه ۵ | کشاورز میناب | ۰ – ۴ | استقلال تهران                    | بندرعباس |
|                       |              |       | مهرانپور · فکری · زرینچه · سرخاب |          |

| ۱۱ بهمن ۱۳۷۲ دوستانه ۶ | ساحل بندرعباس | ۰ – ۳ | استقلال تهران     | بندرعباس |
|                        |               |       | سرخاب · امیرخانلو |          |

منبع

## آمار فصل

### عملکرد کلی تیم در فصل

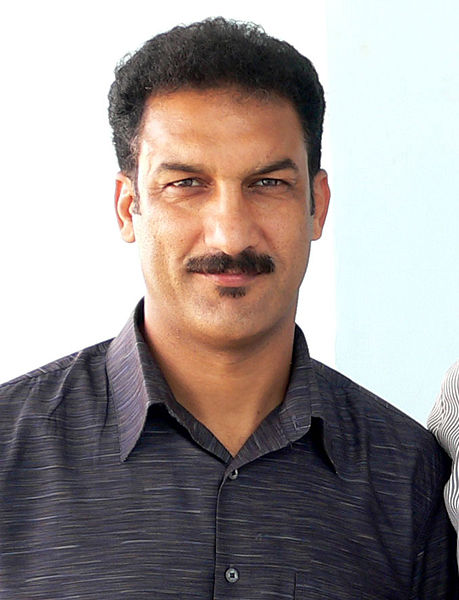
عباس سرخاب، بهترین گل‌زن استقلال در این فصل با یازده گل زده

| عنوان بازیها | بازی | برد | مساوی | باخت | گل‌زده | گل‌خورده | تفاضل | درصد برد |
| ------------ | ---- | --- | ----- | ---- | ----- | ------- | ----- | -------- |
| لیگه دسته سه | ۲۴   | ۱۶  | ۶     | ۲    | ۴۵    | ۱۵      | ۳۰    | ۶۷٪      |
| جام حذفی     | ۸    | ۲   | ۵     | ۱    | ۶     | ۶       | ۰     | ۲۵٪      |
| جمع          | ۳۲   | ۱۸  | ۱۱    | ۳    | ۵۱    | ۲۱      | ۳۰    | ۵۶٪      |

### تعداد بازی
| #  | بازیکن             | مسابقات         | مسابقات  | جمع |
| #  | بازیکن             | دسته سه آزادگان | جام حذفی | جمع |
| -- | ------------------ | --------------- | -------- | --- |
| ۱  | ایمان عالمی        | ۲۲              | ۷        | ۲۹  |
| ۲  | کوروش تشت‌زر        | ۲۱              | ۷        | ۲۸  |
| ۳  | حمید بابازاده      | ۲۱              | ۶        | ۲۷  |
| ۴  | جمشید امیرخانلو    | ۲۰              | ۷        | ۲۷  |
| ۵  | محمدرضا مهرانپور   | ۲۲              | ۰        | ۲۲  |
| ۶  | قاسم سیانکی        | ۱۹              | ۳        | ۲۲  |
| ۷  | علی حاج‌اکبری       | ۱۶              | ۶        | ۲۲  |
| ۸  | عباس سرخاب         | ۱۶              | ۵        | ۲۱  |
| ۹  | محمود فکری         | ۲۰              | ۰        | ۲۰  |
| ۱۰ | مهدی پاشازاده      | ۱۵              | ۲        | ۱۷  |
| ۱۱ | صادق ورمزیار       | ۱۳              | ۵        | ۱۸  |
| ۱۲ | محمد نوری          | ۱۲              | ۶        | ۱۸  |
| ۱۳ | مسعود غفوریهای اصل | ۱۴              | ۲        | ۱۶  |
| ۱۴ | امیر قلعه‌نویی      | ۱۲              | ۴        | ۱۶  |
| ۱۵ | قاسم کشاورز        | ۱۳              | ۲        | ۱۵  |
| ۱۶ | ژورس غازاریان      | ۱۰              | ۵        | ۱۵  |
| ۱۷ | رضا حسن‌زاده        | ۹               | ۳        | ۱۲  |
| ۱۸ | جواد زرینچه        | ۷               | ۴        | ۱۱  |
| ۱۹ | شاهین بیانی        | ۵               | ۵        | ۱۰  |
| ۲۰ | محمدرضا حدادی      | ۵               | ۱        | ۶   |
| ۲۱ | حسین ترابپور       | ۴               | ۲        | ۶   |
| ۲۲ | پیروز جغتاپور      | ۳               | ۲        | ۵   |
| ۲۳ | حمید سرآبادانی     | ۲               | ۱        | ۳   |
| ۲۴ | کامیار کاردار      | ۲               | ۱        | ۳   |
| ۲۵ | شاهرخ بیانی        | ۲               | ۰        | ۲   |

### آمار گلزن‌ها
| ردیف | گلزنان           | لیگ | جام حذفی | جمع |
| ---- | ---------------- | --- | -------- | --- |
| ۱    | عباس سرخاب       | ۱۰  | ۱        | ۱۱  |
| ۴    | جمشید امیرخانلو  | ۶   | ۴        | ۱۰  |
| ۲    | ایمان عالمی      | ۸   | ۰        | ۸   |
| ۳    | امیر قلعه‌نویی    | ۶   | ۰        | ۶   |
| ۵    | محمود فکری       | ۴   | ۰        | ۴   |
| ۵    | محمدرضا مهرانپور | ۳   | ۱        | ۴   |
| ۷    | مهدی پاشازاده    | ۲   | ۰        | ۲   |
| ۸    | رضا حسن‌زاده      | ۱   | ۰        | ۱   |
| ۸    | محمد نوری        | ۱   | ۰        | ۱   |
| ۸    | قاسم سیانکی      | ۱   | ۰        | ۱   |
| ۸    | علی حاج‌اکبری     | ۱   | ۰        | ۱   |
| ۸    | کوروش تشت‌زر      | ۱   | ۰        | ۱   |
| ۸    | قاسم کشاورز      | ۱   | ۰        | ۱   |
|      | جمع              | ۴۵  | ۶        | ۵۱  |

### کاپیتان‌های فصل
| رده | نام           | دسته سه ایران | جام حذفی | جمع |
| --- | ------------- | ------------- | -------- | --- |
| ۱   | امیر قلعه‌نویی | ۸             | ۲        | ۱۰  |
| ۲   | شاهین بیانی   | ۴             | ۵        | ۹   |
| ۳   | حمید بابازاده | ۵             | ۰        | ۵   |
| ۴   | صادق ورمزیار  | ۴             | ۱        | ۵   |
| ۵   | شاهرخ بیانی   | ۲             | ۰        | ۲   |
| ۶   | عباس سرخاب    | ۱             | ۰        | ۱   |

- فقط کاپینانهایی که بازی را شروع کرده‌اند در این جدول قرار گرفته‌اند و کاپیتانهای تعویضی محاسبه نشده‌اند.

## سایر ورزشها
- در مسابقات بسکتبال بانوان قهرمانی باشگاههای تهران که با شرکت ۱۰ تیم در دو گروه برگزار شد تیم بسکتبال بانوان استقلال به مقام قهرمانی این دوره از مسابقات نائل آمد و تیم سیپان به مقام دوم دست یافت.[۸]
- در مسابقات والیبال جوانان بانوان قهرمانی باشگاههای تهران تیم والیبال دختران استقلال به مقام قهرمانی این دوره از مسابقات نائل آمد و تیم بورا به مقام دوم رسید.[۸]
- در دومین دوره مسابقات فوتبال سالنی باشگاه تهران - جام رمضان با شرکت ۲۲ تیم در سه گروه از ۲۳ تا ۲۳ اسفند ماه در سالن دوازده هزار نفری آزادی برگزار شد که با قهرمانی تیم بانک تجارت به پایان رسید و تیم های فتح و استقلال دوم و سوم شدند.[۸]
- در دومین دوره مسابقات فوتبال سالنی باشگاههای تهران جام رمضان تیم فوتبال استقلال با این بازیکنان را به مسابقات نهاد: حمید بابازاده، حمید نوری، کوروش تشت زر، صادق ورمزیار، علی حاج اکبری، محمود فکری، ادیان الهی بنام دنیا کی کامیار کاردار، مهدی پاشازاده، حمید رضا محمدی، محمد رضا مهرانپور مربی رضا تاجگر. در این دوره از مسابقات که با شرکت ۲۲ تیم برگزار گردید. تیم فوتبال سالنی تجارت به مقام قهرمانی این مسابقات رسید و تیم فوتبال سالنی استقلال به مقام سوم این مسابقات رسید. محمد نوری از استقلال نیز به عنوان فنی ترین بازیکن این دوره از مسابقات شناخته شد.[۸]